# 足利義明
足利 義明（あしかが よしあき）は、室町時代後期（戦国時代）の武将。足利氏の一門。第2代古河公方足利政氏の子。第3代古河公方足利高基の弟。小弓公方を自称した。

## 生涯
第2代古河公方・足利政氏の子として誕生した。
早くから出家し、鶴岡八幡宮若宮別当（雪下殿）空然（こうねん）として僧籍にあった。永正の乱において、父と兄・高基が対立すると、下野国に移って宗済と改名した。その後、還俗して名を足利義明と改め、上総国真里谷城主の真里谷信清の支援のもと、下総国小弓城（南生実城）を攻撃して千葉氏家臣の原胤隆・原友胤・原虎胤・高城胤吉らを破って同城を占拠する。そして、「小弓公方」を自称して古河公方と対立した。上杉朝良の死去を契機として高柳から小弓に移座している。この義明の高柳から小弓入部は、通説では永正14年（1517年）10月とされてきたが、実際は永正15年（1518年）7月であることが佐藤博信により判明した。なお、義明が東北を放浪していたという逸話は根拠のない俗説で完全な誤りである。また、旧来の通説では義明の死後に築城されたと考えられてきた生実城（北生実城）の築城年代が室町時代に遡ることが判明し、原氏が奪われた後に義明が御所にした「小弓」はこちらの生実城ではないかとする説もある。
その後、対外政策で信清と対立し、信清が死去すると真里谷氏の内紛に介入し、真里谷信隆を追放し信応を当主とした。一方で、信隆は高基とその子・晴氏、そして相模国の後北条氏と結び義明と敵対する。天文7年（1538年）、義明は軍を起こして下総国国府台に出陣し、北条氏綱と決戦を行った（第一次国府台合戦）。義明は武勇に優れ、自ら陣頭指揮をとり、一時は晴氏・氏綱軍に対して優勢だったが、里見義堯が消極的で軍の士気が上がらず、次第に劣勢となる。その中で弟の基頼、嫡男の義純が討ち死にし、この報を耳にした義明は氏綱軍に突撃するが、その反攻に遭って戦死した。
義明の死で小弓公方は滅亡したが、次男の足利頼純（頼淳）は初めは里見義堯・義弘（義弘の正室青岳尼は義明の娘）、後に豊臣秀吉の庇護を受けて生き延び、孫の代にはとこにあたる古河公方の後裔足利氏姫をめとって喜連川氏と改姓した。関ヶ原の戦いの後に成立した江戸幕府から喜連川藩5000石の領地を与えられ、他家からの養子を迎えつつ明治維新以降も足利に復姓して存続している。

## 参考論文
- 佐藤博信「雪下殿御座所考―古河公方の政治基盤をめぐって―」『日本史研究』302号、1987年。/所収:佐藤博信『中世東国の支配構造』思文閣出版社、1989年。
- 佐藤博信「小弓公方足利氏の成立と展開―特に房総諸領主との関係を中心に―」『歴史学研究』635号、1992年。
- 平田満男「足利基頼関係文書小考」『戦国史研究』7号、1984年。
- 黒田基樹「戦国期扇谷上杉氏の政治動向―朝良・朝興を中心として―」『千葉史学』24号、1994年。